# САС: Неизвестные герои
«САС: Неизвестные герои» (англ. SAS: Rogue Heroes) — британский телесериал Стивена Найта в жанре исторической драмы. Премьера в Великобритании состоялась 30 октября 2022 года на канале BBC One.
4 декабря 2022 года сериал был продлён на второй сезон, действие которого происходит на европейском театре военных действий. Его премьера состоялась 1 января 2025 года.

## Сюжет
В центре сюжета — основание Особой воздушной службы (SAS) Великобритании во время Второй мировой войны. Молодой и эксцентричный офицер Дэвид Стирлинг, убеждённый в неэффективности традиционных отрядов специального назначения, предлагает радикальный план формирования нового подразделения для спецопераций и диверсий в тылу нацистов.

## В ролях
- Коннор Суинделлс — Дэвид Стирлинг
- Джек О’Коннелл — Падди Мэйн
- Алфи Аллен — Джок Луис[англ.]
- София Бутелла — Ив
- Доминик Уэст — Дадли Кларк[англ.]
- Амир аль-Масри
- Тео Барклем-Биггс
- Корин Силва
- Джейкоб Ифан[англ.]
- Донал Финн
- Джейкоб Маккарти
- Майкл Шаффер
- Майлз Джапп
- Сейзар Домбой[англ.]

## Эпизоды
| Сезон | Серии | Серии | Даты показа     | Даты показа     | Зрители в Великобритании (в среднем, млн чел.) |
| Сезон | Серии | Серии | Первая серия    | Последняя серия | Зрители в Великобритании (в среднем, млн чел.) |
| ----- | ----- | ----- | --------------- | --------------- | ---------------------------------------------- |
| 1     | 6     | 6     | 30 октября 2022 | 4 декабря 2022  | 5,65                                           |
| 2     | 6     | 6     | 1 января 2025   | 26 января 2025  | TBA                                            |

### Сезон 1 (2022)
| № | Название   | Режиссёр     | Автор сценария | Дата премьеры   | Даты премьеры в США | Зрители (млн) |
| - | ---------- | ------------ | -------------- | --------------- | ------------------- | ------------- |
| 1 | «Эпизод 1» | Том Шенкленд | Стивен Найт    | 30 октября 2022 | 13 ноября 2022      | 6,55          |
| 2 | «Эпизод 2» | Том Шенкленд | Стивен Найт    | 30 октября 2022 | 20 ноября 2022      | 5,63          |
| 3 | «Эпизод 3» | Том Шенкленд | Стивен Найт    | 30 октября 2022 | 27 ноября 2022      | 5,67          |
| 4 | «Эпизод 4» | Том Шенкленд | Стивен Найт    | 30 октября 2022 | 4 декабря 2022      | 5,16          |
| 5 | «Эпизод 5» | Том Шенкленд | Стивен Найт    | 30 октября 2022 | 11 декабря 2022     | 5,58          |
| 6 | «Эпизод 6» | Том Шенкленд | Стивен Найт    | 30 октября 2022 | 18 декабря 2022     | 5,33          |

### Сезон 2 (2025)
| № | Название   | Режиссёр         | Автор сценария | Дата премьеры  | Зрители (млн) |
| - | ---------- | ---------------- | -------------- | -------------- | ------------- |
| 1 | «Эпизод 1» | Стивен Вулфенден | Стивен Найт    | 1 января 2025  | 5,38          |
| 2 | «Эпизод 2» | Стивен Вулфенден | Стивен Найт    | 2 января 2025  | 4,36          |
| 3 | «Эпизод 3» | Стивен Вулфенден | Стивен Найт    | 5 января 2025  | 4,12          |
| 4 | «Эпизод 4» | Стивен Вулфенден | Стивен Найт    | 12 января 2025 | 4,11          |
| 5 | «Эпизод 5» | Стивен Вулфенден | Стивен Найт    | 19 января 2025 | 4,15          |
| 6 | «Эпизод 6» | Стивен Вулфенден | Стивен Найт    | 26 января 2025 | 4,48          |

## Производство
В мае 2019 года стало известно, что Стивен Найт адаптирует для телевидения книгу Бена Макинтайра «САС: Неизвестные герои» (англ. SAS: Rogue Heroes), в которой повествуется об основании Особой воздушной службы Великобритании. В августе того же года британская компания BBC заказала производство шести эпизодов мини-сериала.
В марте 2021 года было объявлено о начале съёмок мини-сериала «САС: Неизвестные герои», режиссёром стал Том Шенкленд. На главные роли были утверждены Коннор Суинделлс, Джек О’Коннелл, Алфи Аллен, София Бутелла и Доминик Уэст.

## Восприятие
На сайте-агрегаторе Rotten Tomatoes рейтинг мини-сериала составляет 100 % на основании 19 рецензий критиков со средней оценкой 8 баллов из 10 возможных. На сайте-агрегаторе Metacritic рейтинг мини-сериала составляет 78 баллов из 100 возможных на основании 7 рецензий критиков.